# Ryszard Radzik
Ryszard Radzik (ur. 1951) – polski socjolog, profesor nauk społecznych.

## Życiorys
W 1974 r. ukończył studia ekonomiczne na Uniwersytecie Marii Curie-Skłodowskiej w Lublinie, w 1979 r. obronił pracę doktorską pt. Pierwociny ukraińskiej świadomości narodowej w Galicji Wschodniej w latach 1830-1863, której promotorem był prof. Andrzej Zajączkowski, w 2001 r. habilitował się na podstawie pracy zatytułowanej Między zbiorowością etniczną a wspólnotą narodową. Białorusini na tle przemian narodowych w Europie środkowo-wschodniej XIX stulecia. W 2015 r. uzyskał tytuł profesora nauk społecznych.
Został pracownikiem naukowym na Akademii Pedagogiki Specjalnej im. Marii Grzegorzewskiej, na Uniwersytecie Marii Curie-Skłodowskiej w Lublinie, oraz w Państwowej Wyższej Szkole Wschodnioeuropejskiej w Przemyślu.